# Челле-ди-Сан-Вито
Челле-ди-Сан-Вито (итал. Celle di San Vito, франкопров. Cèles de Sant Vuite) — коммуна в Италии, располагается в регионе Апулия, в провинции Фоджа.
Население составляет 58575 человек (2008 г.), плотность населения составляет 99 чел./км². Занимает площадь 594 км². Почтовый индекс — 71040, 71042. Телефонный код — 0885.
Покровительницей коммуны почитается Пресвятая Богородица (Madonna di Ripalta), празднование 13 августа.

## Демография
Динамика населения:

## Администрация коммуны
- Официальный сайт: http://www.comune.cerignola.fg.it/